# Rhabdatomis pusa
Rhabdatomis pusa là một loài bướm đêm thuộc phân họ Arctiinae, họ Erebidae.